# Journal of Abnormal Psychology
Il Journal of Abnormal Psychology è una rivista accademica sottoposta a revisione paritaria e pubblicata dall'American Psychological Association, con una periodicità di 8 numeri annuali. La rivista vanta più di un secolo di storia ed è considerata una fonte primaria per la ricerca nell'ambito della psicopatologia.

## Storia
Il primo numero della rivista uscì in stampa nel 1906, quando il proprietario era Richard G. Badger e il direttore era Morton Prince.
Nel 1921 la denominazione fu modificata in Journal of Anormal Psychology and Social Psychology, conforme al pensiero dominante dell'epoca secondo il quale gli stati d'animo possono essere giudicati "normali" o meno nel contesto delle norme sociali prevalenti in un determinato luogo e momento storico. Quattro anni più tardi, il titolo fu abbreviato in Journal of Anormal and Social Psychology., e tale rimase per quarant'anni.
Alla morte di Prince nel 1929, la rivista fu acquisita dall'American Psychological Association che nominò direttore Henry T. Moore, presidente dello Skidmore College, collegio di arti liberali con sede Saratoga Springs, nello Stato di New York. Il teorico della personalità Gordon Allport divenne direttore nel 1938.
Quando nel 1965 fu fondato il Journal of Personality and Social Psychology, la rivista assunse infine il nome di Journal of Abnormal Psychology.
L'APA ha avviato un processo di pubblicazione e revisione editoriale chiamato "online first", per il quale gli articoli sono in rete non appena gli autori dichiarano di aver completato il loro lavoro. Il manuale di stile le linee guida forniscono informazioni riguardo alla preparazione dei testi e delle immagini, alle politiche di pubblicazione e alle autorizzazioni necessarie.

## Perimetro editoriale
Gli articoli si focalizzano nelle seguenti aree tematiche:
- psicopatologia: eziologia, sviluppo, sintomatologia e decorso;
- processi normali in disordini anormali;
- tratti patologici o atipici del comportamento di individui normali;
- studi sperimentali (con soggetti umani o animali) relativi al comportamento emotivo anomalo o alla patologia;
- effetto dei fattori socioculturali sui processi patologici (genere, etnia);
- test di ipotesi costruiti a partire da teorie psicologiche relative ai comportamenti anomali.

In merito alla competenza di pubblicazione, il sito dell'APA chiarisce:

(inglese)
«Theoretical papers of scholarly substance on abnormality may be appropriate if they advance understanding of a specific issue directly relevant to abnormal psychology and fall within the length restrictions of a regular (not extended) article. The priority is empirical papers. [...] Therefore, a study that focuses primarily on treatment efficacy should be submitted to the Journal of Consulting and Clinical Psychology. However, a longitudinal study focusing on developmental influences or origins of abnormal behavior should be submitted to the Journal of Abnormal Psychology.»

(italiano)
«Paper teorici di spessore accademico in tema di anormalità possono risultare appropriati se accrescono la comprensione di un problema specifico direttamente rilevante per la psicologia anormale e rientrano nei limiti di lunghezza previsti per un articolo regolare (non esteso). La priorità sono le carte empiriche...Pertanto, uno studio incentrato principalmente sull'efficacia del trattamento dovrebbe essere presentato al Journal of Consulting and Clinical Psychology. Tuttavia, uno studio trasversale incentrato sulle origini dei comportamenti anomali o sui fattori che ne influenzano lo sviluppo, dovrebbe essere presentato al Journal of Abnormal Psychology»
(American Psychological Association)

## Indicizzazione
Gli abstract degli articoli sono indicizzati su MEDLINE/PubMed e dal Social Sciences Citation Index. Secondo il Journal Citation Reports, al 2018 il fattore di impatto era pari a 4.642, classificandosi al 17º posto fra le 142 riviste censite nella categoria "Psichiatria" e al nono fra 127 riviste della categoria "Psicologia clinica".